# Börje Skeckta
Börje Skeckta, före adlandet Månsson, född 9 maj 1623 på Ragnhildstorp i Råda, död 11 mars 1670 på Frösö skans, var en svensk militär.
Skeckta var pikenerare i Nederländerna 1641 och ryttare i fransk tjänst 1646 där han utnämndes till korpral 1648. Under sin franska tjänstgöring blev han kvartermästare 1649, kornett och löjtnant 1650, ryttmästare 1652 samt major 1654. Strax efter återkomsten till Sverige blev han major vid riksrådet och generalguvernören greve Magnus Gabriel De la Gardies värvade regemente till häst och överstelöjtnant där 1656. Han var överste för ett värvat regemente till häst 1660. Han blev överste och chef för kavalleriet i Jämtland och Bohuslän och Riksänkedrottningens livregemente till häst 1661. Han avled på Frösö skans 11 mars 1670 och jordfästes 7 augusti 1670 i Frösö kyrka men flyttades senare till Gottröra kyrka där hans hustru lät tillbygga koret 1673 där han tillsammans med sin hustru är begravd under gravkoret. Där kan deras gravsten med inskrifter och inhuggna vapen kan ses. Hans stora huva, vapenhandskar, sporrar och värja hängdes upp på en av väggarna i kyrkan. Som godsägare drev han egendomarna Ragnhildstorp i Råda 1632-1670 och Vängsjöbergs herrgård 1668-1670 i Gottröra socken. Han adlades 1661 och introducerades 1664 under nummer 703.
Han var son till hauptmanen över Läckö slott Måns Börjesson (1580-1632) och Anna Pedersdotter Ollonberg (1590-1669). Han var från 1663 gift med Catharina Norfelt (1625-1721) som var dotter till burggreven i Göteborg Israel Johannes Noræus (1606-1677) adlad Norfelt. Paret fick fem barn varav sonen Magnus Israel Skeckta (1667-1741) blev överstelöjtnant.